# Rødbyhavn
Rødbyhavn is een plaats in de Deense regio Seeland, gemeente Lolland, en telt 1516 inwoners (2024).
De plaats is ontstaan door de aanleg van een haven met spoorhaven voor het nabijgelegen Rødby en is vooral van belang als aanlegplaats van de veerverbinding over de Fehmarnbelt naar Puttgarden op het Duitse eiland Fehmarn.